# Gastriege
Gastriege ist neben Werdum und Edenserloog einer von drei Ortsteilen von Werdum, einer Gemeinde in der Samtgemeinde Esens im ostfriesischen Landkreis Wittmund, Niedersachsen.
Die Reihensiedlung Gastriege entstand auf einem Sandrücken etwa 500 Meter östlich des Kernortes der Gemeinde Werdum. Erstmals wurde das Dorf 1670 als Gastrige urkundlich genannt. Der Ortsname bezeichnet die Lage des Dorfes. Er bedeutet Reihensiedlung auf dem höher gelegenen Ackerland. 1848 hatte Gastriege 129 Einwohner, die sich auf 18 Wohngebäude verteilten.